# 후설 원순 중고모음
후설 원순 중고모음(後舌圓唇中高母音) 또는 후설 원순 중폐모음(後舌圓唇中閉母音)은 홀소리의 하나이다.
- 이 홀소리는 닿소리가 되지 않을만큼 혀의 위치를 뒤로 해서 발음하는 후설모음이다.
- 이 홀소리는 입술을 둥글게 하고 발음하는 원순모음이다.
- 이 홀소리는 혀의 위치를 고모음과 중모음의 중간 위치로 해서 발음하는 중고모음이다.

### 예
| 언어         | 철자        | 발음        | 뜻                       |
| 독일어       | oder        | [ˈoːdɐ]     | "또는"                   |
| 슬로베니아어 | moj         | [mòːj]      | "나의"                   |
| 요루바어     | egba mi o   | [egba mi o] | "돕다(동사), 도움(명사)" |
| 프랑스어     | eau         | [o]         | "물[水]"                 |
| 한국어       | 노래의 'ㅗ' | [noɾε]      | 歌                       |